# Beaumont-de-Pertuis
Beaumont-de-Pertuis is een gemeente in het Franse departement Vaucluse (regio Provence-Alpes-Côte d'Azur) en telt 994 inwoners (2004). De plaats maakt deel uit van het arrondissement Apt.

## Geografie
De oppervlakte van Beaumont-de-Pertuis bedraagt 56,3 km², de bevolkingsdichtheid is 17,7 inwoners per km².
De onderstaande kaart toont de ligging van Beaumont-de-Pertuis met de belangrijkste infrastructuur en aangrenzende gemeenten.

## Demografie
Onderstaande figuur toont het verloop van het inwonertal (bron: INSEE-tellingen).